# Детский зоопарк
«Детский зоопарк» (англ. Children’s Zoo) — это второй сегмент третьей серии первого сезона первого возрождения американского телесериала «Сумеречная зона».

## Сюжет
Маленькая девочка Дебби Каннингем воспитывается в семье, где мать постоянно устраивает скандалы и спорит с мужем — отцом Дебби, который, в свою очередь, не проявляет желания лишний раз провести время со своим ребёнком. При этом они время от времени затрагивают тему развода. Однажды девочка находит во время уборки в своей комнате приглашение в детский «зоопарк», которое перед этим получила от своего друга. После длительной ссоры родители решают подвезти Дебби на территорию необычного «зоопарка», сущность которого заключается в предоставлении возможности детям самостоятельно выбрать себе новых родителей. Идя коридором «зоопарка», Дебби видит через специальные окна своих потенциальных родителей — то есть семейные пары, которые перед этим лишились собственных детей и имеют большое желание завести себе нового ребёнка. Каждая из этих пар обещает девочке счастливую жизнь и исполнение её пожеланий, чтобы она выбрала кого-то из них. Однако Дебби продолжает идти по коридору «зоопарка», не принимая во внимание услышанное. В конце концов она таки выбирает семейную пару — ещё молодых мужчину и женщину, которые пообещали быть ей самыми лучшими родителями, чтобы только она дала им для этого шанс. В их отношениях ощущаются гармония и единство — именно то, чего Дебби очень не хватало в предыдущей семье. В конце серии Дебби покидает территорию «зоопарка» уже с новыми родителями, а родные отец и мать, по правилам заведения, остаются в комнате ожидания до того момента, когда их выберет другой ребёнок.

## В ролях
| Актёр             | Роль                        |
| ----------------- | --------------------------- |
| Жаклин Бернштейн  | Дебби Каннингем             |
| Лорна Лафт        | Шейла Каннингем             |
| Стивен Китс       | Мартин Каннингем            |
| Сидни Уолш        | Мелоди                      |
| Уэс Крэйвен       | мужчина в первой комнате    |
| Керри Слеттери    | женщина в первой комнате    |
| Дон Дефорест Пол  | мужчина во второй комнате   |
| Сенди Браун Вайет | женщина во второй комнате   |
| Джек Телое        | мужчина в третьей комнате   |
| Памела Браун      | женщина в третьей комнате   |
| Аль Алу           | мужчина в четвёртой комнате |
| Вирджиния Моррис  | женщина в четвёртой комнате |

## Интересные факты
- Эта серия не имеет ни пролога, ни эпилога.
- В роли одного из заключённых в «зоопарке» мужчин появляется режиссёр некоторых серий этого телесериала Уэс Крэйвен.